# Francisco Gómez de Sandoval-Rojas y de Borja
Francisco Gómez de Sandoval-Rojas y de Borja (Tordesillas, 1553 — Valladolid, 1625) més conegut com a Duc de Lerma, fou ministre espanyol, 5è marquès de Dénia i primer duc de Lerma.
Fill del qui havia estat virrei de València Juan de Sandoval y Rojas, als tretze anys va entrar al palau reial com a patge. La família de Sandoval era antiga i poderosa, però en temps de Felip II de Castella (1556-1598) els nobles, amb l'excepció dels que eren virreis o ostentaven el comandament dels exèrcits a l'estranger, van tenir poca quota de govern. El futur duc de Lerma, que era marquès de Dénia per descendència, es va passar la vida com a cortesà, i no tingué influència política fins a l'adveniment de Felip III de Castella el 1598. Ja havia esdevingut un dels favorits del príncep, i va ser de fet un dels homes incapaços que, amb la mort el rei Felip II. tant, va veure, es indueixi a error al nou sobirà. Els temors del vell rei es justificaven plenament. Tan aviat com Felip III esdevingué rei confià tota la seva autoritat al seu favorit, qui crear duc de Lerma en 1599 i de qui va prodigar una immensa llista d'oficines. El favor de Lerma es perllongà durant vint anys, fins que fou destruïda per una intriga palatina duta a terme pel seu propi fill. Felip III no només encomanà la completa direcció del seu govern a Lerma, sinó que el va autoritzar a col·locar la signatura reial als documents, i per prendre els regals que eren fets al monarca. Cap dels favorits reial obtingué tan àmplia confiança ni feu un pitjor ús del poder.
En un moment quan l'estat estava pràcticament en bancarrota, encoratjà el rei de l'extravagància, i acumulà per a si una fortuna estimada pels seus contemporanis de quaranta-quatre milions de ducats. Amb tot, Lerma fou piadós i destinà fortes despeses en diversos ordes religiosos, i dugué a terme les mesures ruïnoses per a l'expulsió dels moriscos en 1609 - una política que li assegurà l'admiració del clergat i la popularitat entre els mags de la nació. Va insistir en les hostilitats contra Anglaterra fins que, el 1604, Espanya es veié obligada, per esgotament, a signar la pau, i utilitzà tota la seva influència contra el reconeixement de la independència dels Països Baixos. La flota es va abandonar, l'exèrcit es reduí a un romanent, i va arruïnar les finances. La seva política financera es basà en la devaluació de la moneda, i edictes contra el luxe. No obstant això, és probable que mai hagués perdut la confiança de Felip III, que dividí la seva vida entre festes i oracions, sinó per la traïció interna del seu fill, el duc d'Uceda, en combinació amb el confessor del rei, Luis Aliaga, que Lerma havia introduït al càrrec. Després d'una llarga intriga en la qual el rei estava gairebé totalment mut i passiu, Lerma fou finalment obligat a abandonar la cort, el 4 d'octubre de 1618.
Com a protecció, i com a mitjà per a conservar un cert grau de poder en el cas de caure en desgràcia, convencé a Pau V de fer-lo cardenal l'any de la seva caiguda (en aquell temps a Castella no es podia executar a religiosos). Ell a la ciutat de Lerma a Castella la Vella, on havia construït un esplèndid palau, i després a Valladolid. Sota el regnat de Felip IV de Castella, que començà el 1621 fou desposseït de part de les seves riqueses, i va morir el 1625.